# National Audit Office
Pour les articles homonymes, voir Nao.
Le National Audit Office (NAO) est un organisme parlementaire indépendant chargé du contrôle et de l'audit des administrations publiques britanniques.

## Mission
Le National Audit Office est l'organisme de contrôle indépendant des dépenses publiques au Royaume-Uni. Il soutient le Parlement dans sa mission de surveillance du gouvernement et il contribue à améliorer les services publics grâce à ses audits.
Il est indépendant du gouvernement et de la fonction publique. Le contrôleur et auditeur général (C&AG), Gareth Davies, dirige le NAO. Il est un fonctionnaire de la Chambre des communes ayant le pouvoir légal d'auditer et de rendre compte des comptes financiers de tous les ministères et autres organismes publics, ainsi que d'examiner et de rendre compte du rapport qualité-prix (value for money) de l'argent public dépensé.
Le NAO vient au soutien du travail du Comité des comptes publics du Parlement (Public Accounts Committee - PAC), qui utilise les rapports du NAO pour tenir des séances d'examen axées sur les dépenses publiques et examiner la mise en œuvre de la politique gouvernementale.

## Travaux annuels
Chaque année, le National Audit Office audite environ 400 comptes et publie environ 60 rapports value for money. Il formule des recommandations dans ces rapports sur la manière dont le gouvernement peut obtenir un meilleur rapport qualité-prix et améliorer les services.
Son rôle n'est pas de remettre en question les objectifs politiques du gouvernement, mais d'examiner comment le gouvernement a dépensé l'argent public pour réaliser ces politiques et si cet argent a été utilisé de la meilleure façon pour atteindre les résultats escomptés.
Il collabore avec d'autres institutions d'audit et participe à des forums internationaux pour partager des expériences. Il publie et tient à jour le « Code de bonne pratique en matière d'audit », qui est approuvé par le Parlement. Le code énonce ce que les auditeurs des organismes gouvernementaux locaux et de santé doivent faire pour remplir leurs responsabilités légales.

## Communication
Plus de 130 000 personnes sont abonnées au NAO sur le réseau X.